# Piedade
Piedade là một đô thị ở bang São Paulo của Brasil. Đô thị này nằm ở vĩ độ 23º42'43" độ vĩ nam và kinh độ 47º25'40" độ vĩ tây, trên khu vực có độ cao 781 m. Dân số năm 2004 ước tính là 53.492 người (IBGE).Đô thị này có diện tích 745,52 km².

## Thông tin nhân khẩu
Dữ liệu dân số theo điều tra dân số năm 2000
Tổng dân số: 50.131
- Thành thị: 22.057
- Nông thôn: 28.074
- Nam giới: 26.311
- Nữ giới: 23.820

Mật độ dân số (người/km²): 67,24
Tỷ lệ tử vong trẻ sơ sinh dưới 1 tuổi (trên một triệu người): 18,62
Tuổi thọ bình quân (tuổi): 69,81
Tỷ lệ sinh (số trẻ trên mỗi bà mẹ): 2,39
Tỷ lệ biết đọc biết viết: 88,15%
Chỉ số phát triển con người (HDI-M): 0,757
- Chỉ số phát triển con người - Thu nhập: 0,712
- Chỉ số phát triển con người - Tuổi thọ: 0,747
- Chỉ số phát triển con người - Giáo dục: 0,811

(Nguồn: IPEADATA)

### Sông ngòi
- Sông Pirapora
- Sông Sarapuí
- Sông Turvo

### Các xa lộ
- SP-79
- SP-250